# USS Stickell (DD-888)
Pour les autres navires du même nom, voir HS Kanaris.
L'USS Stickell (DD-887) est un ancien destroyer de classe Gearing en service dans la United States Navy de 1945 à 1972. Il fut rebaptisé HS Kanaris (D-212) lors de son transfert à la Marine de guerre hellénique en 1972.

## Historique

### Marine des États-Unis (1945-1972)
Le Stickell a été posé par la Consolidated Steel Corporation à Orange, Texas, le 5 janvier 1945. Il a été nommé d'après le lieutenant John H. Stickell, qui avait été tué au combat à l'atoll de Jaluit dans les îles Marshall le 13 décembre 1943 et a reçu la Navy Cross à titre posthume. Le navire fut lancé le 16 juin 1945 par Mlle Sue Stickell, et mis en service le 31 octobre 1945. Dans les derniers mois de la Seconde Guerre mondiale, il a été affecté dans l'Atlantique. En 1963, il a reçu des améliorations, dans le cadre du programme FRAM (Fleet Rehabilitation and Modernization).

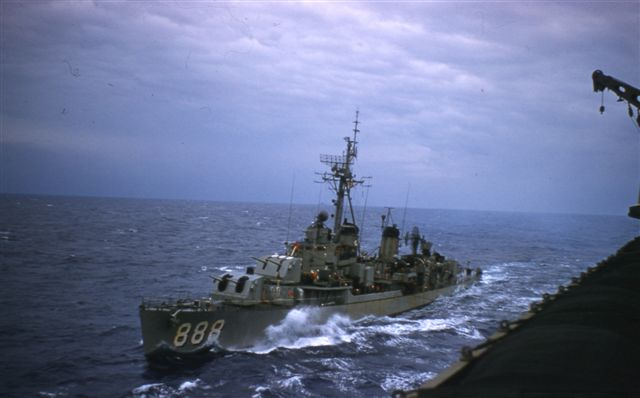
Le destroyer USS Stickell (DDR-888) en 1958
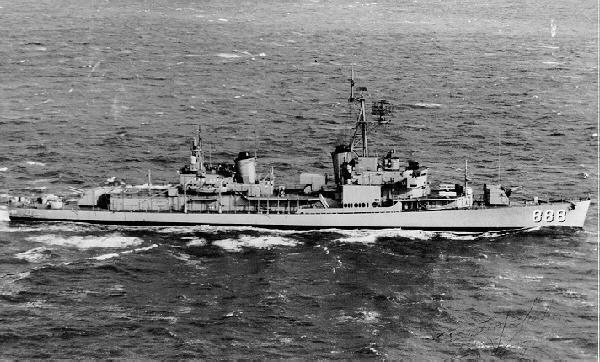
Le destroyer USS Stickell (DDR-888) vers 1960

### Marine de guerre hellénique (1972-1993)
Incorporé par la Marine de guerre hellénique en 1972, le navire fut rebaptisé HS Kanaris (D-212), d'après l'amiral Konstantínos Kanáris (1790-1877).

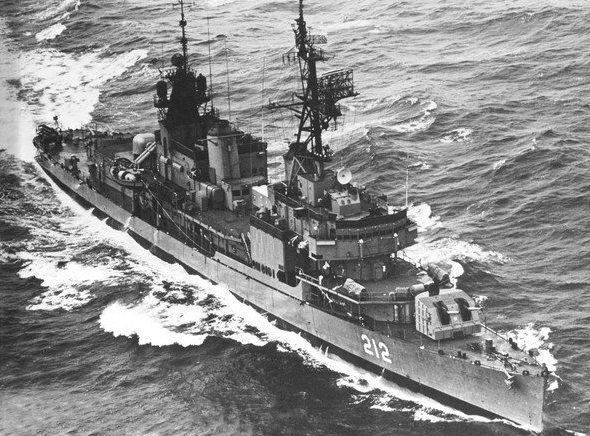
Le destroyer HS Kanaris (D212) en 1988
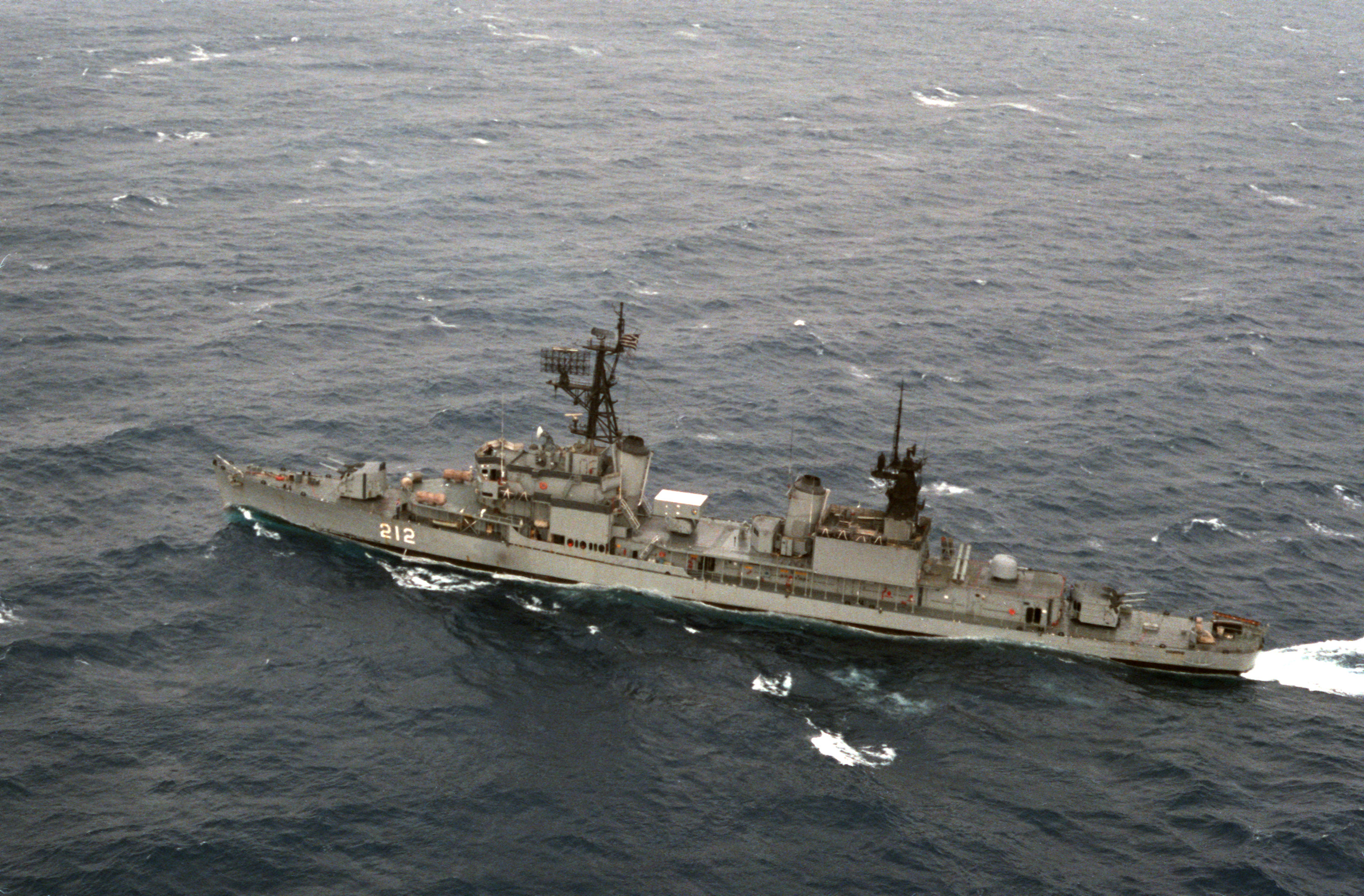
Le destroyer HS Kanaris (D212) en 1988